# イバゲ
イバゲー（Ibagué）は、コロンビアの都市。トリマ県の県都でもある。中央山地の東部、標高1,285m地点に位置し、付近をコエージョ川支流のチパーロ川とコンベイマ川が流れる。人口は約52万人（2018年）。
首都ボゴタやカリとペレイラなどとを結ぶ交通の要衝に位置するため、商業が盛ん。また、周辺の肥沃な大地ではコーヒー、カカオ豆、タバコ、サトウキビ、コメなどが栽培されている。進んだ音楽教育が受けられ、年中音楽イベントが催されるため「コロンビアの音楽の街」と呼ばれている。

## 歴史
1550年10月14日にスペイン人のアンドレス・ロペスによって現在のイバゲーの前身となる「ビジャ・デ・サン・ボニファシオ・デ・イバゲー・デル・バジェ・デ・ラス・ランサス」（新芽の谷のイバゲーの聖ボニファティウスの町の意）という町が築かれた。しかし、先住民のピヤオ族から頻繁に襲撃を受けたため、1551年2月7日に42km離れた地点に町ごと移転した。現在、町があった場所はカヤマルカという自治体の都市部になっている。1854年の4月から12月にかけては近隣のチャパラル村出身の軍人で政治家のホセ・マリーア・メロが主導したクーデターにより、ヌエバ・グラナーダの首都になった。その後、1908年にトリマ県が設立されると県都になった。1945年にはトリマ大学が設立され、1954年には州立大学になった。
ローマ・カトリックのイバゲー教区の中心都市でもある。

## 地理
県の中央部、アンデス地域に位置し、北、西、南の三方を山に囲まれている。

### 気候
| イバゲーの気候                                        | イバゲーの気候 | イバゲーの気候 | イバゲーの気候 | イバゲーの気候 | イバゲーの気候 | イバゲーの気候 | イバゲーの気候 | イバゲーの気候 | イバゲーの気候 | イバゲーの気候 | イバゲーの気候 | イバゲーの気候 | イバゲーの気候   |
| 月                                                    | 1月            | 2月            | 3月            | 4月            | 5月            | 6月            | 7月            | 8月            | 9月            | 10月           | 11月           | 12月           | 年               |
| ----------------------------------------------------- | -------------- | -------------- | -------------- | -------------- | -------------- | -------------- | -------------- | -------------- | -------------- | -------------- | -------------- | -------------- | ---------------- |
| 平均最高気温 °C （°F）                                | 28.3 (82.9)    | 28.3 (82.9)    | 28.3 (82.9)    | 27.2 (81)      | 27.2 (81)      | 28.3 (82.9)    | 29.4 (84.9)    | 29.4 (84.9)    | 28.9 (84)      | 27.2 (81)      | 26.7 (80.1)    | 27.2 (81)      | 28.1 (82.6)      |
| 平均最低気温 °C （°F）                                | 18.3 (64.9)    | 18.9 (66)      | 18.9 (66)      | 18.9 (66)      | 18.9 (66)      | 18.9 (66)      | 18.3 (64.9)    | 18.9 (66)      | 18.9 (66)      | 18.9 (66)      | 18.3 (64.9)    | 18.3 (64.9)    | 18.7 (65.7)      |
| 降水量 mm （inch）                                    | 78.7 (3.098)   | 96.5 (3.799)   | 137.2 (5.402)  | 193.0 (7.598)  | 238.8 (9.402)  | 119.4 (4.701)  | 71.1 (2.799)   | 99.1 (3.902)   | 160.0 (6.299)  | 231.1 (9.098)  | 167.6 (6.598)  | 114.3 (4.5)    | 1,706.9 (67.201) |
| 出典：The Weather Channel Interactive, Inc. 2009年6月 |                |                |                |                |                |                |                |                |                |                |                |                |                  |

### 火山活動
アンデス火山帯に位置するイバゲーにはトリマ山とセロ・マチン山の二座の活火山が街のすぐ近くに聳えている。そのうちセロ・マチン山は800年前から火山活動をしていないが、近年では地震活動が活発化している。そのため、コロンビア地理・鉱山学院では火山活動の変動を示す第三類に分類されている。イバゲーは噴火を想定した防災マップを策定したことがあるが、それによると街は火山から近いにもかかわらず影響はないとされた。

## 交通
この地域ではいくつかの路線バス会社があり、都市部と近隣の村々とを結んでいる。
イバゲーでは国道40号線と43号線が交差しており、東へは首都ボゴタに、西へはアルメニアに、北へはオンダに至る。市内の長距離バスターミナルからは国内のほとんどの大都市に便が出ており、特にボゴタ、カリ、メデジン便が多い。カルタヘーナ、バランキージャへは夜行バスも出ている。サンタ・マルタ便は時季によっては運航されない。
市街地から10km東へ行くとペラーレス空港があり、ボゴタとメデジンの間で一日数便が運航されている。

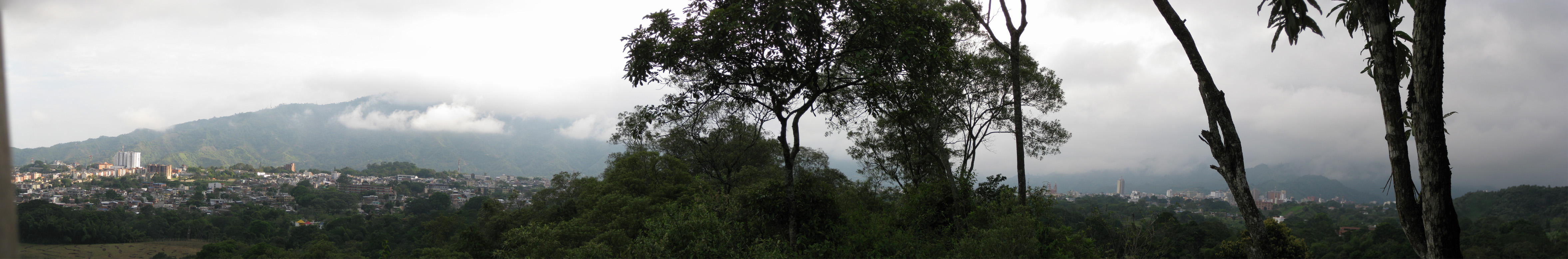
サン・ホルヘ植物園からの眺め

## スポーツ
- デポルテス・トリマ - サッカークラブ

## 出身有名人
- オスカル・エスカンドン - ボクサー
- ハイロ・アルベルト・ボカネグラ・ペナ - 歌手
- パトリシア・カイセド - ソプラノ歌手
- ハメス・カノン - 作家